# Mansoura Ez-Eldin
Mansoura Ez-Eldin (tiếng Ả Rập: منصورة عزّ الدين, sinh năm 1976) là một tiểu thuyết gia và là một nhà báo người Ai Cập. Mansoura Ez Eldin được sinh ra ở Delta Ai Cập vào năm 1976.
Cô theo học chuyên ngành báo chí tại Khoa Truyền thông, Đại học Cairo và từ đó đã xuất bản các tác phẩm truyện ngắn trên nhiều tờ báo và tạp chí khác nhau: cô đã xuất bản tập truyện ngắn đầu tiên của mình, Shaken Light, vào năm 2001.
Tiếp theo là hai cuốn tiểu thuyết, Maryam's Maze năm 2004 và Beyond Paradise năm 2009. Tác phẩm của cô đã được dịch sang nhiều ngôn ngữ, bao gồm bản dịch tiếng Anh của Maryam's Maze của Nhà xuất bản Đại học Mỹ ở Cairo (AUC), xuất bản năm 2007.
Năm 2009, cô được chọn tham gia Beirut39, là một trong 39 tác giả Ả Rập xuất sắc nhất dưới 40 tuổi. Cô cũng là người tham gia lễ khai mạc nadwa (hội thảo của các nhà văn) do Giải thưởng quốc tế về tiểu thuyết Ả Rập tại Abu Dhabi tổ chức Tháng 11 Cuốn tiểu thuyết thứ hai của cô, Beyond Paradise, được lọt vào danh sách dành cho Nhà sách Ả Rập uy tín, sẽ được trao vào tháng 3 năm 2010 
Một đánh giá về Maze của Maryam từ Banipal Hồ sơ của Mansoura Ez Eldin về Qantara Gặp gỡ những người được đề cử tiếng Ả Rập
1. ↑  The Bookseller

Người bán sách